# Tecumseh (Oklahoma)
Tecumseh – miejscowość w Stanach Zjednoczonych, w stanie Oklahoma, w hrabstwie Pottawatomie.